# Брухертсајфен
Брухертсајфен (њем. Bruchertseifen) општина је у њемачкој савезној држави Рајна-Палатинат. Једно је од 119 општинских средишта округа Алтенкирхен (Вестервалд). Према процјени из 2010. у општини је живјело 733 становника. Посједује регионалну шифру (AGS) 7132014.

## Географски и демографски подаци
Брухертсајфен се налази у савезној држави Рајна-Палатинат у округу Алтенкирхен (Вестервалд). Општина се налази на надморској висини од 275 метара. Површина општине износи 2,9 km². У самом мјесту је, према процјени из 2010. године, живјело 733 становника. Просјечна густина становништва износи 254 становника/km².